# Lilla sjön, Georgien
Lilla sjön (georgiska: პატარა ტბა, Patara tba) är en sjö i Georgien. Den ligger i den östra delen av landet, 110 km öster om huvudstaden Tbilisi. Arean är 0,12 kvadratkilometer.